# Besvärliga människor
Besvärliga människor är en svensk dokumentärfilm från 2001 i regi av Suzanne Osten.
Filmen kretsar kring pjäsen Besvärliga människor som hade premiär på Unga Klara i januari 1999. Filmen handlar om de verkliga förebilder som pjäsens karaktärer är baserade på, bland annat barnboksbibliotekarien Kristina som blivit tvångssjukskriven från sitt arbete. Inspelningen ägde rum i Stockholm mellan augusti 1999 och januari 2000 och filmen premiärvisades den 5 oktober 2001 på biografen Zita.